# Framfall
Framfall (eller prolaps) innebär att inre organ ramlar ner och buktar ut ur kroppsöppningar. Till exempel livmoderframfall där livmodern faller ner mot slidan. Livmoderframfall är den vanligaste formen av framfall.